# Taftechna
Taftechna (franska: Taftechna (CR), Taftechna (Commune Rurale), arabiska: امحاميد الغزلان) är en kommun i Marocko.   Den ligger i provinsen Zagora och regionen Drâa-Tafilalet, i den östra delen av landet, 400 km söder om huvudstaden Rabat. Antalet invånare är 4 787.